# Piper PA-44 Seminole

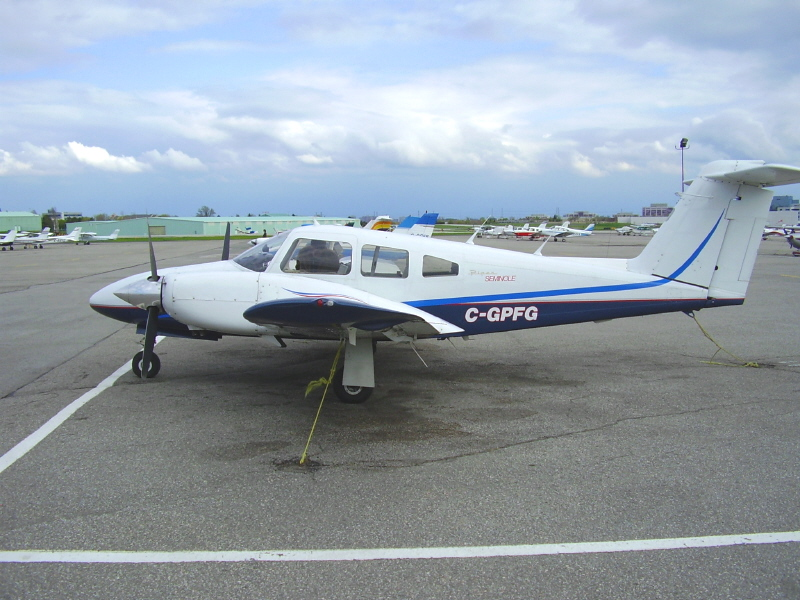
Piper PA-44-180 Seminole

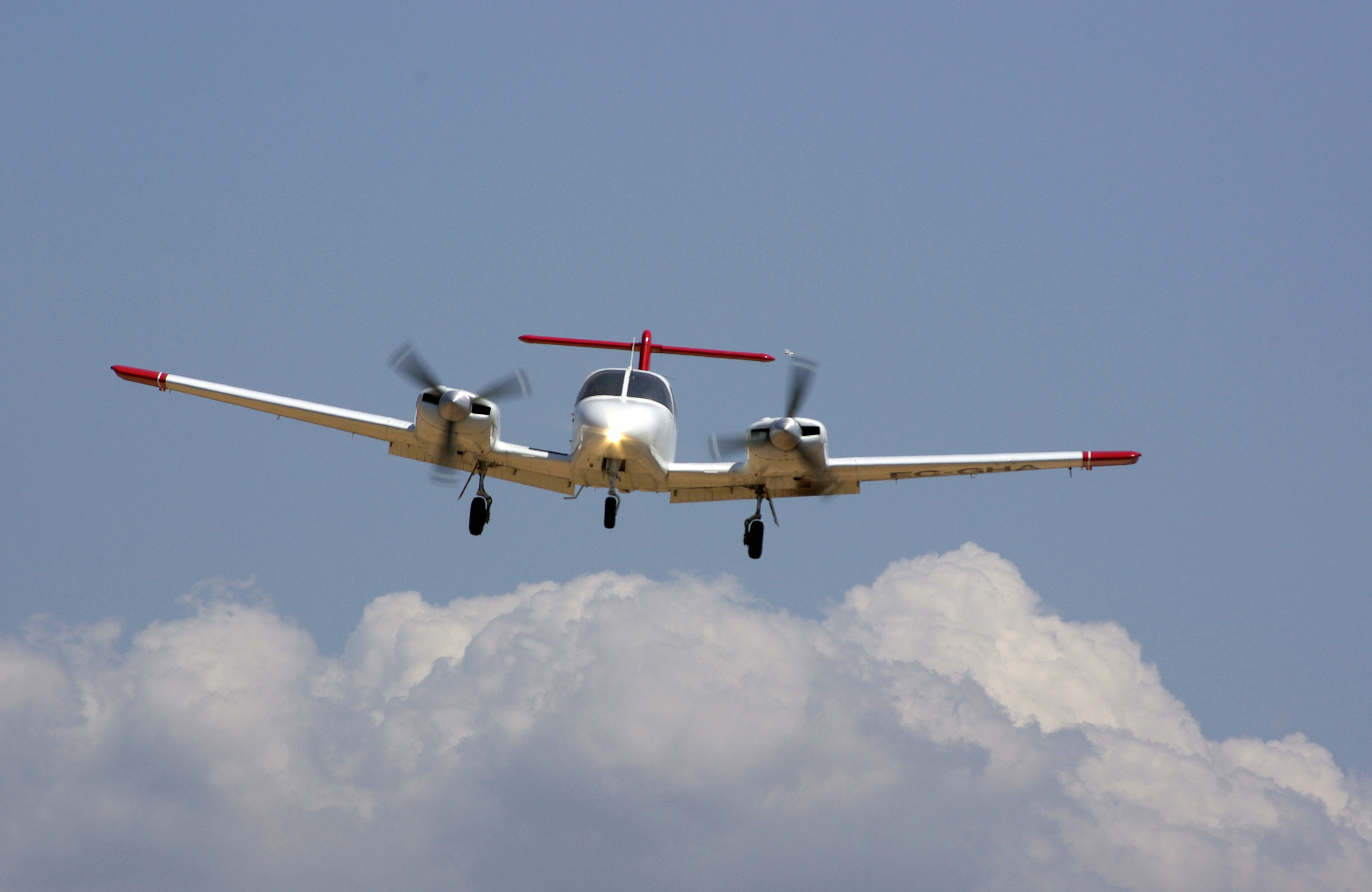
PA-44 aterrant

El Piper PA-44 Seminole és una avioneta bimotor dissenyada i fabricada per la caompanyia estatunidenca Piper Aircraft.
El PA-44 va ser desenvolupat a partir de l'avioneta monomotor Piper PA-28 Cherokee.

## Disseny i desenvolupament
El prototip del Seminole va realitzar el seu primer vol el maig de 1976 i va ser presentat en públic el 21 de febrer de 1978. El model va ser certificat el març del 1978 i els primers models van ser entregats a finals d'aquell mateix any. El seu pes en buit era de 1.723 kg.
Els primers models en producció anaven equipats amb dos motors de 180 cv Lycoming O-360-E1A6D. El motor de l'ala dreta era de la variant LO-360-E1A6D, que rotava en la direcció oposada al de l'ala esquerra, facilitant el control de l'aeronau en el cas que fallés un dels motors.
La versió PA-44-180T Turbo Seminole va ser certificada el 29 de novembre de 1979. Comptava amb dos motors de 180 hp Lycoming TO-360-E1A6D amb turbocompressors, que oferien millors prestacions a altituds elevades. El pes en buit d'aquest model augmentava fins als 1.780 kg.
La producció dels dos models es va aturar l'any 1982, amb 361 Seminoles i 87 Turbo Seminoles fabricats fins a aquell moment. La producció de la versió estàndard PA-44-180 es va reiniciar el 1988, abm petits canvis relacionats amb els sistemes elèctrics i la instrumentació de vol. La producció es va tornar a aturar el 1990, fabricant-se només 29 avionetes, deguts a les dificultats econòmiques de la companyia. La línia de producció es va reactivar altre cop el 1995.

## Especificacions (PA-44-180 Seminole)
Dades de Jane's All the World's Aircraft 1982–83
Característiques generals
- Tripulació: 1
- Capacitat: 3 passatgers
- Longitud: 8,41 m
- Envergadura: 11,77 m
- Alçada: 2,59 m
- Perfil: NACA 65₂-415[9]
- Pes buit: 1.068 kg
- Pes màxim d'enlairament: 1.724 kg

 Rendiment 
- Velocitat màxima: 311 km/h (168 kn)
- Velocitat de creuer: 301 km/h (162 kn)
- Velocitat d'entrada en pèrdua: 109 km/h (59 kn)
- Abast: 1.695 km (915 milles nàutiques)
- Sostre de servei: 17.100 peus (5.200 m)
- Ràtio d'ascens: 1.340 peus/minut (6,8 m/s)
- Enlairament fins a 50 peus (15 m): 1,400 ft (430 m)
- Aterratge des de 50 peus (15 m): 1,190 ft (360 m)